# World Trade Center Grenoble
Pour les articles homonymes, voir World Trade Center (homonymie).
Le World Trade Center Grenoble est le centre de congrès et de séminaire de Grenoble, géré par la Chambre de commerce et d'industrie de Grenoble. Situé tout proche de la gare et du centre-ville, dans le quartier d'affaires Europole, il se distingue par une architecture moderne avec ses façades de verre. Ouvert au début de l'année 1993, il symbolise la modernité de Grenoble avec une superficie de 13 700 m2 et une hauteur de 35 mètres.
En juin 2021, la Chambre de commerce et d'industrie de Grenoble prend la décision de quitter la place André Malraux pour le quartier Europole et s'installe sur le site du WTC.

## Présentation
Le World Trade Center Grenoble abrite plusieurs entités :
- Un centre de congrès :

le centre de congrès de Grenoble permet d'organiser congrès, assemblée générale, convention, séminaire, conférence, forum, salon, location de salles à Grenoble, au cœur des Alpes. Il est doté d’espaces polyvalents et modulaires comprenant :
une plateforme d’exposition et de restauration de 1 200 m2 aménageable ;
un amphithéâtre de 200 à plus de 500 places avec régie audiovisuelle intégrée ;
douze salles de réunion de 20 à 110 places entièrement équipées.
- Un business center

ce centre propose des prestations de location de bureau, de domiciliations de sociétés, de secrétariat...
- le Grex, centre de commerce international de Grenoble
- la Chambre de commerce et d'industrie de Grenoble.

## Congrès
Ce complexe permet à Grenoble de se positionner comme lieu d'accueil pour organiser un séminaire en Isère, et rivalise ainsi avec quelques-unes des plus grandes villes françaises. Ainsi en 2017, pour la seconde année consécutive, le site organise la 5e édition du Médi'Nov Connection, consacrée à la fabrication et à la conception d'équipements et dispositifs médicaux.
Depuis 1998, le WTC accueille chaque année le Forum 5i, lié aux nouvelles technologies et aux financements des jeunes entreprises innovantes. Principal salon de ce genre en France, il a permis de lever en une vingtaine d'éditions plus de 890 millions d'euros.
Par ailleurs, la proximité immédiate de Grenoble École de management donne à cette école la possibilité d'y organiser régulièrement des conférences.

## Accès
Le World Trade center est desservi par la ligne B du tramway de Grenoble et par la ligne d'autobus C5.
Le WTC est situé sur la place piétonne Robert-Schuman qui dispose d'un accès direct à la gare de Grenoble.